# Sciurus oculatus
Lo scoiattolo di Peters (Sciurus oculatus Peters, 1863) è una specie di scoiattolo arboricolo del genere Sciurus endemica del Messico.

## Tassonomia
Attualmente, gli studiosi riconoscono tre sottospecie di scoiattolo di Peters:
- S. o. oculatus Peters, 1863 (Veracruz);
- S. o. shawi Dalquest, 1950 (San Luis Potosí);
- S. o. tolucae Nelson, 1898 (stato di Messico).

## Descrizione
Con un peso medio di circa 638 g, lo scoiattolo di Peters è uno dei membri più grandi del genere Sciurus. La sua colorazione è quasi interamente grigia, con occhi e regione ventrale di colore bianco. La coda è nera e lungo il dorso, dalla testa alla radice della coda, è presente una striscia nera larga 25-50 mm. La lunghezza del corpo varia a seconda della sottospecie, ma in genera si situa attorno ai 50-54 cm.

## Distribuzione e habitat
Lo scoiattolo di Peters vive nelle regioni montuose della Fascia Vulcanica Trasversale e dell'altopiano messicano, tra i 1500 e i 3600 m di quota, dagli stati di Morelos, Distretto Federale, Puebla e Veracruz, a sud, fino allo stato di San Luis Potosí, a nord.
Si incontra nelle foreste di pini e querce, ma anche in zone montane più aride. Talvolta si spinge anche in prossimità dei centri abitati.

## Biologia
Conosciamo ben poco sulla biologia dello scoiattolo di Peters. Ha abitudini diurno-crepuscolari, ed è maggiormente attivo intorno all'alba e prima del tramonto. È un agile arrampicatore e può coprire con un salto 2 m di lunghezza. Se le abitudini di questa specie non si discostano da quelle di altre specie del genere Sciurus, la gerarchia sociale potrebbe essere basata sull'età e sulle dimensioni corporee. I maschi generalmente sono dominanti, ma sono le femmine che difendono il nido dalle intrusioni di altre femmine. Si nutre di mandorle (Prunus), ghiande e fichi selvatici (Ficus). Il periodo della riproduzione comprende i mesi di luglio e agosto.

## Conservazione
Lo scoiattolo di Peters è ancora molto numeroso e la sua popolazione sembra essere al sicuro; per questo motivo la IUCN lo inserisce tra le specie a rischio minimo.